# Bahnstrecke Wiener Neustadt–Sopron
| Streckennummer (ÖBB): | ÖBB 108 01           |                                                     |                                                     |
| Streckennummer: | GySEV 524            |                                                     |                                                     |
| Kursbuchstrecke (ÖBB): | 524                  |                                                     |                                                     |
| Kursbuchstrecke (MÁV): | 15                   |                                                     |                                                     |
| Streckenlänge: | 31,782 km            |                                                     |                                                     |
| Spurweite: | 1435 mm (Normalspur) |                                                     |                                                     |
| Maximale Neigung: | 13 ‰                 |                                                     |                                                     |
| Minimaler Radius: | 460 m                |                                                     |                                                     |
| Streckengeschwindigkeit: | 120 km/h             |                                                     |                                                     |
| |                      |                                                     |                                                     |
| \| \| \| Südbahn von Wien Hbf \| \| \| \| −0,646 \| Wiener Neustadt Hbf \| 265 m ü. A. \| \| \| \| Schneebergbahn nach Puchberg am Schneeberg \| \| \| \| \| Südbahn nach Spielfeld-Straß \| \| \| \| \| Aspangbahn nach Aspang-Markt \| \| \| \| 0,457 \| B 17 \| B 17 \| \| \| 0,784 \| Steinfeldschleife von Wiener Neustadt Einfahrbf \| Steinfeldschleife von Wiener Neustadt Einfahrbf \| \| \| 1,620 \| Kehrbach (4,8 m) \| Kehrbach (4,8 m) \| \| \| \| S 4 \| \| \| \| 3,469 \| Katzelsdorf \| 273 m ü. A. \| \| \| 3,486 \| Kehrbach (4,8 m) \| Kehrbach (4,8 m) \| \| \| 3,573 \| Leitha (22,9 m), Grenze Niederösterreich/Burgenland \| Leitha (22,9 m), Grenze Niederösterreich/Burgenland \| \| \| \| S 4 \| \| \| \| 4,839 \| Gemeindestraße (4,6 m) \| Gemeindestraße (4,6 m) \| \| \| 5,568 \| Anschlussgleis Firma Homogen Holzspanplatten \| Anschlussgleis Firma Homogen Holzspanplatten \| \| \| 5,637 \| Gemeindestraße (5,5 m) \| Gemeindestraße (5,5 m) \| \| \| 5,966 \| Neudörfl \| 273 m ü. A. \| \| \| \| S 4 \| \| \| \| 8,859 \| Gemeindestraße (3 × 4,7 m) \| Gemeindestraße (3 × 4,7 m) \| \| \| 8,894 \| Bad Sauerbrunn \| 280 m ü. A. \| \| \| 9,177 \| Gemeindestraße (2 × 4,7 m) \| Gemeindestraße (2 × 4,7 m) \| \| \| 10,892 \| Erlenbach (2 × 4,7 m) \| Erlenbach (2 × 4,7 m) \| \| \| 11,586 \| Brücke (5,1 m) \| Brücke (5,1 m) \| \| \| 13,063 \| Anschlussbahn Obradovits \| Anschlussbahn Obradovits \| \| \| 13,188 \| Wiesen-Sigleß (ehem. Bf) \| 268 m ü. A. \| \| \| 13,42 \| Krebsenbach, Landesstraße (58,8 m) \| Krebsenbach, Landesstraße (58,8 m) \| \| \| \| S 31 \| \| \| \| 16,240 \| Mattersburg Nord \| 252 m ü. A. \| \| \| 16,532 \| Mattersburger Viadukt (218 m) \| Mattersburger Viadukt (218 m) \| \| \| 16,999 \| Mattersburg \| 243 m ü. A. \| \| \| 16,999 \| Anschlussbahn Lagerhaus \| Anschlussbahn Lagerhaus \| \| \| 17,199 \| Anschlussbahn Firma Felix Austria \| Anschlussbahn Firma Felix Austria \| \| \| \| Burgenland Straße B50 \| \| \| \| 17,376 \| Anschlussbahn Firma Koch \| Anschlussbahn Firma Koch \| \| \| 17,413 \| Rieselbach (11,5 m) \| Rieselbach (11,5 m) \| \| \| 18,577 \| Mühlbach (2 × 5,8 m) \| Mühlbach (2 × 5,8 m) \| \| \| 18,669 \| Altbach (4 × 5,8 m) \| Altbach (4 × 5,8 m) \| \| \| 19,492 \| Marz-Rohrbach ehem. Bahnhof \| 253 m ü. A. \| \| \| 19,734 \| Rohrbach (5 × 5,9 m) \| Rohrbach (5 × 5,9 m) \| \| \| 21,169 \| Breitbaubach (11,46 m) \| Breitbaubach (11,46 m) \| \| \| 21,723 \| Aglistergraben (2 × 7,6 m) \| Aglistergraben (2 × 7,6 m) \| \| \| 22,340 \| Brücke (7,1 m) \| Brücke (7,1 m) \| \| \| 22,606 \| Feldweg \| Feldweg \| \| \| 22,875 \| Feldweg (2 × 7,85 m + 8,0 m) \| Feldweg (2 × 7,85 m + 8,0 m) \| \| \| 25,154 \| Landesstraße (6,6 m) \| Landesstraße (6,6 m) \| \| \| 25,176 \| Loipersbach-Schattendorf \| 274 m ü. A. \| \| \| 25,434 \| Staatsgrenze Österreich – Ungarn \| Staatsgrenze Österreich – Ungarn \| \| \| 25,437 \| Aubach (9,5 m) \| Aubach (9,5 m) \| \| \| 25,479 \| Erhaltungsgrenze der ÖBB \| Erhaltungsgrenze der ÖBB \| \| \| \| Bahnstrecke Ágfalva–Brennbergbánya \| \| \| \| 27,674 \| Ágfalva (Agendorf) \| Ágfalva (Agendorf) \| \| \| 30,600 \| Sopron-Gyártelep \| Sopron-Gyártelep \| \| \| 31,782 \| Sopron-Déli (früher Ödenburg; Pv bis 1998) \| Sopron-Déli (früher Ödenburg; Pv bis 1998) \| \| \| \| Umgehungsbahn zum Raaberbahnhof (bis 1959) \| \| \| \| \| Raaberbahn von Ebenfurth \| \| \| \| \| \| \| \| \| 33,101 \| Sopron (Keilbahnhof, früher Ödenburg Raaberbahnhof) \| 198 m ü. A. \| \| \| \| \| \| \| \| \| Raaberbahn nach Győr \| \| \| \| \| Burgenlandbahn nach Kőszeg \| \| \| \| \| nach Nagykanizsa \| \| |                      |                                                     |                                                     |
| Strecke |                      | Südbahn von Wien Hbf                                | Südbahn von Wien Hbf                                |
| Bahnhof | −0,646               | Wiener Neustadt Hbf                                 | 265 m ü. A.                                         |
| Abzweig geradeaus und nach rechts |                      | Schneebergbahn nach Puchberg am Schneeberg          | Schneebergbahn nach Puchberg am Schneeberg          |
| Abzweig geradeaus und nach rechts |                      | Südbahn nach Spielfeld-Straß                        | Südbahn nach Spielfeld-Straß                        |
| Abzweig geradeaus und nach rechts |                      | Aspangbahn nach Aspang-Markt                        | Aspangbahn nach Aspang-Markt                        |
| Brücke | 0,457                | B 17                                                | B 17                                                |
| Abzweig geradeaus und von rechts | 0,784                | Steinfeldschleife von Wiener Neustadt Einfahrbf     | Steinfeldschleife von Wiener Neustadt Einfahrbf     |
| Brücke über Wasserlauf | 1,620                | Kehrbach (4,8 m)                                    | Kehrbach (4,8 m)                                    |
| Strecke mit Straßenbrücke |                      | S 4                                                 | S 4                                                 |
| Haltepunkt / Haltestelle | 3,469                | Katzelsdorf                                         | 273 m ü. A.                                         |
| Brücke über Wasserlauf | 3,486                | Kehrbach (4,8 m)                                    | Kehrbach (4,8 m)                                    |
| Grenze auf Brücke über Wasserlauf | 3,573                | Leitha (22,9 m), Grenze Niederösterreich/Burgenland | Leitha (22,9 m), Grenze Niederösterreich/Burgenland |
| Strecke mit Straßenbrücke |                      | S 4                                                 | S 4                                                 |
| Brücke | 4,839                | Gemeindestraße (4,6 m)                              | Gemeindestraße (4,6 m)                              |
| Abzweig geradeaus und von rechts | 5,568                | Anschlussgleis Firma Homogen Holzspanplatten        | Anschlussgleis Firma Homogen Holzspanplatten        |
| Brücke | 5,637                | Gemeindestraße (5,5 m)                              | Gemeindestraße (5,5 m)                              |
| Bahnhof | 5,966                | Neudörfl                                            | 273 m ü. A.                                         |
| Strecke mit Straßenbrücke |                      | S 4                                                 | S 4                                                 |
| Brücke | 8,859                | Gemeindestraße (3 × 4,7 m)                          | Gemeindestraße (3 × 4,7 m)                          |
| Bahnhof | 8,894                | Bad Sauerbrunn                                      | 280 m ü. A.                                         |
| Brücke | 9,177                | Gemeindestraße (2 × 4,7 m)                          | Gemeindestraße (2 × 4,7 m)                          |
| Brücke über Wasserlauf | 10,892               | Erlenbach (2 × 4,7 m)                               | Erlenbach (2 × 4,7 m)                               |
| Brücke | 11,586               | Brücke (5,1 m)                                      | Brücke (5,1 m)                                      |
| Abzweig geradeaus und ehemals von links | 13,063               | Anschlussbahn Obradovits                            | Anschlussbahn Obradovits                            |
| Haltepunkt / Haltestelle, ehemals Bahnhof | 13,188               | Wiesen-Sigleß (ehem. Bf)                            | 268 m ü. A.                                         |
| Brücke über Wasserlauf | 13,42                | Krebsenbach, Landesstraße (58,8 m)                  | Krebsenbach, Landesstraße (58,8 m)                  |
| Strecke mit Straßenbrücke |                      | S 31                                                | S 31                                                |
| Haltepunkt / Haltestelle | 16,240               | Mattersburg Nord                                    | 252 m ü. A.                                         |
| Brücke | 16,532               | Mattersburger Viadukt (218 m)                       | Mattersburger Viadukt (218 m)                       |
| Bahnhof | 16,999               | Mattersburg                                         | 243 m ü. A.                                         |
| Abzweig geradeaus und ehemals nach links | 16,999               | Anschlussbahn Lagerhaus                             | Anschlussbahn Lagerhaus                             |
| Abzweig geradeaus und ehemals nach rechts | 17,199               | Anschlussbahn Firma Felix Austria                   | Anschlussbahn Firma Felix Austria                   |
| Brücke |                      | Burgenland Straße B50                               | Burgenland Straße B50                               |
| Abzweig geradeaus und ehemals nach links | 17,376               | Anschlussbahn Firma Koch                            | Anschlussbahn Firma Koch                            |
| Brücke über Wasserlauf | 17,413               | Rieselbach (11,5 m)                                 | Rieselbach (11,5 m)                                 |
| Brücke über Wasserlauf | 18,577               | Mühlbach (2 × 5,8 m)                                | Mühlbach (2 × 5,8 m)                                |
| Brücke über Wasserlauf | 18,669               | Altbach (4 × 5,8 m)                                 | Altbach (4 × 5,8 m)                                 |
| Haltepunkt / Haltestelle, ehemals Bahnhof | 19,492               | Marz-Rohrbach ehem. Bahnhof                         | 253 m ü. A.                                         |
| Brücke | 19,734               | Rohrbach (5 × 5,9 m)                                | Rohrbach (5 × 5,9 m)                                |
| Brücke | 21,169               | Breitbaubach (11,46 m)                              | Breitbaubach (11,46 m)                              |
| Brücke | 21,723               | Aglistergraben (2 × 7,6 m)                          | Aglistergraben (2 × 7,6 m)                          |
| Brücke | 22,340               | Brücke (7,1 m)                                      | Brücke (7,1 m)                                      |
| Strecke mit Straßenbrücke | 22,606               | Feldweg                                             | Feldweg                                             |
| Brücke | 22,875               | Feldweg (2 × 7,85 m + 8,0 m)                        | Feldweg (2 × 7,85 m + 8,0 m)                        |
| Brücke | 25,154               | Landesstraße (6,6 m)                                | Landesstraße (6,6 m)                                |
| Bahnhof | 25,176               | Loipersbach-Schattendorf                            | 274 m ü. A.                                         |
| Grenze | 25,434               | Staatsgrenze Österreich – Ungarn                    | Staatsgrenze Österreich – Ungarn                    |
| Brücke über Wasserlauf | 25,437               | Aubach (9,5 m)                                      | Aubach (9,5 m)                                      |
| Grenze | 25,479               | Erhaltungsgrenze der ÖBB                            | Erhaltungsgrenze der ÖBB                            |
| U-Bahn-Strecke nach halblinks und von rechts |                      | Bahnstrecke Ágfalva–Brennbergbánya                  | Bahnstrecke Ágfalva–Brennbergbánya                  |
| U-Bahn-Kopfbahnhof Streckenende · ehemaliger Bahnhof | 27,674               | Ágfalva (Agendorf)                                  | Ágfalva (Agendorf)                                  |
| ehemaliger Haltepunkt / Haltestelle | 30,600               | Sopron-Gyártelep                                    | Sopron-Gyártelep                                    |
| Dienststation / Betriebs- oder Güterbahnhof | 31,782               | Sopron-Déli (früher Ödenburg; Pv bis 1998)          | Sopron-Déli (früher Ödenburg; Pv bis 1998)          |
| Strecke quer |                      | Umgehungsbahn zum Raaberbahnhof (bis 1959)          | Umgehungsbahn zum Raaberbahnhof (bis 1959)          |
| Abzweig geradeaus und von links |                      | Raaberbahn von Ebenfurth                            | Raaberbahn von Ebenfurth                            |
| |                      |                                                     |                                                     |
| Bahnhof | 33,101               | Sopron (Keilbahnhof, früher Ödenburg Raaberbahnhof) | 198 m ü. A.                                         |
| |                      |                                                     |                                                     |
| Abzweig geradeaus und nach links |                      | Raaberbahn nach Győr                                | Raaberbahn nach Győr                                |
| Abzweig geradeaus und nach rechts |                      | Burgenlandbahn nach Kőszeg                          | Burgenlandbahn nach Kőszeg                          |
| Strecke |                      | nach Nagykanizsa                                    | nach Nagykanizsa                                    |

Die Bahnstrecke Wiener Neustadt–Sopron (auch als Mattersburger Bahn bezeichnet) ist eine grenzüberschreitende Eisenbahnstrecke in Österreich und Ungarn. Sie verläuft von Wiener Neustadt durch Niederösterreich und das Burgenland bis nach Sopron (Ödenburg). Der österreichische Anteil gehört zum Ergänzungsnetz der ÖBB-Infrastruktur (ÖBB-Infra), der ungarische Abschnitt gehört zur Raab-Oedenburg-Ebenfurter Eisenbahn (GySEV).
Die Strecke ist eine der ältesten Eisenbahnstrecken in Österreich. Sie wurde zur Zeit der Österreichisch-Ungarischen Monarchie durch die vom Bankier Georg Simon Freiherr von Sina gegründeten „Wien-Raaber Bahn“, die auch die südlichen Strecken (Wien-Gloggnitzer Bahn) betreiben sollte, errichtet und am 20. August 1847 für den Personenverkehr eröffnet. Sie war damit als zweite Eisenbahnstrecke im Königreich Ungarn nach der Strecke Budapest–Vác und nur zwölf Tage vor der Strecke Budapest–Szolnok eröffnet worden. Zur Zeit der Monarchie befand sich die Grenze in der Mitte der Leithabrücke im Streckenkilometer 3,573. Seit dem Anschluss des Burgenlandes an Österreich am 25. Jänner 1921 befindet sich die Staatsgrenze im Bereich des Bahnhofes Loipersbach-Schattendorf auf der Brücke über den Aubach beim Streckenkilometer 25,434.
Die Bahnstrecke Wiener Neustadt–Sopron wurde zwischen 1998 und 2001 modernisiert und lässt heute Geschwindigkeiten bis 120 km/h zu. Seit dem Fahrplanwechsel am 9. Juni 2001 wurde ein vereinfachter Fernbedienbetrieb eingeführt, mit dem die gesamte Strecke von Wiener Neustadt bis Loipersbach-Schattendorf vom Bahnhof Mattersburg aus ferngesteuert wird.
Für eine Elektrifizierung zwischen Wiener Neustadt und Mattersburg wurden Planungen aufgenommen.

## Geschichte

Bahnhof Mattersburg um 1900

Am Beginn des 19. Jahrhunderts war die österreichische Wirtschaft an einer Verbindung von Wien nach Triest höchst interessiert. Zunächst wurde deshalb der Wiener Neustädter Kanal gebaut, der jedoch über Pöttsching nicht hinaus kam. Später wurde die Verbindung nach Triest durch die Südbahn realisiert.
Neben der Stadt Sopron waren es die Großgrundbesitzer Esterházy und Széchenyi, die den Anschluss an die sich entwickelnde Eisenbahn forderten und sich gemeinsam mit dem Bankhaus Sina für den Bau der Ödenburg-Wiener Neustädter Eisenbahn einsetzten.
Die Planung und später auch der Bau wurde Matthias Schönerer (1807–1881) übertragen, der als Ingenieur für die zum Finanzkonzern Sina gehörenden Bahnen verantwortlich war. Seine ursprüngliche Planung sah eine Trassierung von Wiener Neustadt nach Wiesen-Sigleß nach dem derzeitigen Bestand vor. Von dort aus hätte Mattersburg (damals noch „Mattersdorf“) den Hängen entlang erreicht werden sollen. Die Strecke sollte danach ihren Verlauf in Richtung Baumgarten nehmen und von dort etwa auf der heutigen Trasse der Raab-Oedenburg-Ebenfurter Eisenbahn Sopron erreichen.

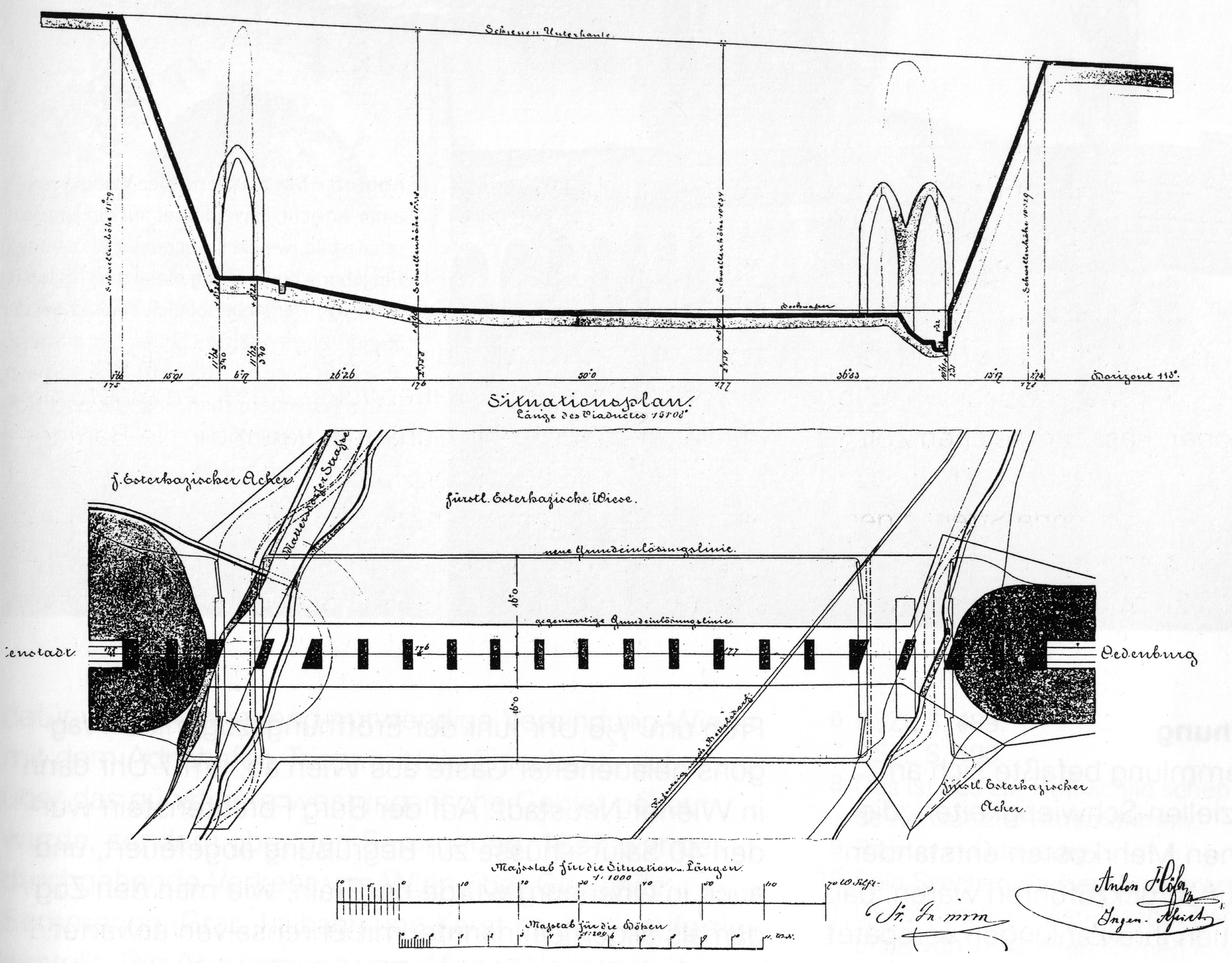
Mattersburger Viadukt, Vermessungszeichnung (vor 1847)

Später änderte Schönerer jedoch seine Planungen und wählte die direktere Linie über Schattendorf und Agendorf/Agfalva, wofür zwei mächtige und in der damaligen Zeit einmalige Kunstbauten – das „Wiesen-Viadukt“ sowie das „Mattersburger Viadukt“ – erforderlich waren. Auslösend dafür dürfte aber nicht nur die kürzere Streckenwahl gewesen sein, sondern vielmehr die Tatsache, dass sich für Schönerer damit die Gelegenheit bot, für den anstehenden Bau der ebenfalls im Besitz der k.k. privilegierten Südbahn-Gesellschaft stehenden Semmeringbahn (1848–1854) ein entsprechendes „Experimentierfeld“ zu haben. Es ist daher kein Zufall, dass die beiden genannten Viadukte die gleichen Konstruktionsmerkmale aufweisen wie jene der Semmeringbahn. Neben diesen beiden Viadukten zeichnet sich die Strecke, die keineswegs die Merkmale einer Gebirgsbahn zeigt, durch eine Reihe weiterer kleinerer Viadukte aus, wie sie sonst auf keiner vergleichbaren Strecke zu finden sind.
Nachdem das Bankhaus Sina am 16. Februar 1839 die definitive Genehmigung für die Errichtung der Wien-Gloggnitzer-Eisenbahn erhalten hatte, wurde diese am 6. Juni 1840 mit der Verbindung Wiener Neustadt – Ödenburg ergänzt. Am 2. November 1844 wurde die Ödenburg-Wiener Neustädter Eisenbahn Gesellschaft von Kaiser Ferdinand I. (in Ungarn König Ferdinand V.) genehmigt, ihre Statuten wurden am 20. Februar 1845 gebilligt. Das Aktienkapital betrug 1,5 Millionen Gulden, es wurden 7500 Aktien zu je 200 Kronen ausgegeben.
Die Konzessionierung sah einen Vertrag zwischen dem Statthalter in Ofen und der Gesellschaft vor: er wurde am 27. März 1845 auf 50 Jahre geschlossen. Seitens der Eisenbahngesellschaft waren Graf István Széchenyi, Graf Heinrich Zichy und Eduard Tschurl als Sekretär der Bahngesellschaft die Unterzeichner. Gesetzliche Grundlage des Vertrages war der 1836 verabschiedete Ungarische Gesetzartikel XXX über den Landverkehr.
Am 30. März 1845 fand in Ödenburg (Sopron) die konstituierende Generalversammlung statt. Sie bestätigte Graf Széchenyi als Präsident. In seiner kurzen, in deutscher Sprache gehaltenen Rede deklamierte er: „Ein heller Stern ist damit dem Westen Ungarns aufgegangen, dessen wachsender Strahlenglanz die Bahnen seines zukünftigen raschen Fortschrittes erleuchten wird.“
Die Bauarbeiten wurden noch im Frühjahr 1845 bei Mattersdorf in Angriff genommen.
Die 33,521 km lange Strecke wurde schließlich innerhalb von zwei Jahren (Frühling 1845 bis Sommer 1847) errichtet. Die Bahn ging vom südlichen Ende des Bahnhofs Wiener Neustadt aus, bog sogleich nach Osten und erreichte kurz nach der Bahnstation Katzelsdorf an der Leithaüberbrückung die damalige Grenze zwischen Österreich und Ungarn. Bis zum Übergang blieb die Bahn im Besitz der Wien-Gloggnitzer Bahn und wurde auch von dieser gebaut. Von der Leithabrücke an gehörte die Reststrecke der neu gegründeten Ödenburg-Wiener Neustädter-Bahn und wurde auf deren Kosten gebaut. Aber bereits während der Bauarbeiten wurde beschlossen, dass der Betrieb der Ödenburger Bahn der Gloggnitzer Eisenbahn zu übertragen sei. Zu den diesbezüglichen Verhandlungen mit der Gloggnitzer Bahn wurde die Direktion der Ödenburg-Wiener Neustädter Bahn von ihrer am 5. März 1846 abgehaltenen zweiten Generalversammlung ermächtigt. Obwohl beide Bahngesellschaften zum Sina’schen Bankkonsortium gehörten, verliefen die Verhandlungen nicht reibungslos.
Die dritte Generalversammlung am 28. Februar 1847 befasste sich mit den finanziellen Schwierigkeiten, die aus den unvorhergesehenen Mehrkosten entstanden und außerdem auch darauf zurückzuführen waren, dass viele der Zeichner von Aktien ihre Zahlungen verspätet oder überhaupt nicht geleistet hatten. Die unvorhergesehenen Kosten entstanden aus mehreren Gründen: Ursprünglich war bei Mattersburg eine aus Holz gezimmerte Brücke vorgesehen, welche aber als feuergefährlich erachtet wurde, weshalb man sich für das Massivviadukt entschied. Auch Korrekturen an der Streckenführung, der Mattersburger Erdrutsch, das ursprünglich nicht geplante Restaurationsgebäude in Ödenburg sowie höhere Preise bei Grundeinlösungen machten es schließlich notwendig, ein Darlehen aufzunehmen, um den Baufonds von 1,5 Millionen Gulden um weitere 750 Tausend Gulden aufzustocken. Die entstandenen Schulden wurden schließlich durch die Ausgabe neuer Aktien beglichen.

Einladungsbillett für die Eröffnung am 20. August 1847

Die gesamte Strecke wurde das erste Mal am 2. August 1847 befahren. Es war die Lokomotive „Weilberg“ der Gloggnitzer Bahn, die den ersten Zug bis nach Ödenburg brachte. Am Tag des Heiligen Stephan, dem 20. August, kam es dann zur feierlichen Eröffnung. Um 5:30 Uhr fuhr der Eröffnungszug mit neun Wagen geladener Gäste aus Wien ab, um 7:00 Uhr dann in Wiener Neustadt. Auf der Burg Forchtenstein wurden 40 Salutschüsse zur Begrüßung abgefeuert, und auch in Ödenburg wurde der Train mit Ehrensalven erwartet. Eine Ehrenkompanie, die Bürgermiliz und zahlreiche Honoratioren nahmen an der Eröffnungsfeier teil. Es folgte ein Bankett, und um die Mittagszeit fuhr der Zug nach Wien zurück. Am nächsten Tag verkehrten die Züge bereits nach Fahrplan. Erst im Oktober 1847 wurde die Strecke für den Gesamtverkehr freigegeben.
Die Strecke wurde zum ersten Abschnitt der nachmaligen ungarischen Südbahnstrecke Wiener Neustadt–Nagykanizsa. Die Kilometrierung der Strecke Sopron–Nagykanizsa führt dabei noch immer die Kilometrierung des Streckenteils Wiener Neustadt–Sopron weiter. Der Endbahnhof der Strecke in Sopron wurde mit der Eröffnung eines zweiten Bahnhofes („Raaberbahnhof“) durch die Raaberbahn an ihrer Bahnstrecke Győr–Sopron–Ebenfurth in Sopron-Déli („Südbahnhof“) umbenannt. Zwischen den beiden Soproner Bahnhöfen wurde eine Verbindungsbahn gebaut, die eigentliche Fortführung der Strecke nach Nagykanizsa umging den Bahnhof der Raaberbahn jedoch bis zur Stilllegung dieses Abschnittes im Jahr 1959. Bis 1998 wurden noch beide Bahnhöfe im Personenverkehr genutzt; der letzte Reisezug fuhr am 23. Mai 1998 von Sopron-Déli ab.
Der rasch zunehmende Verkehr deutete auf einen wirtschaftlichen Aufschwung für Ödenburg und das durch die Eisenbahn erschlossene Gebiet. Aber schon im nächsten Frühjahr, 1848, kam es in mehreren Ländern Europas zu Revolutionen. In Ungarn brach ein Freiheitskampf aus, den Kaiser Franz Joseph I. nach einem Jahr, 1849, mit Hilfe des russischen Zaren Nikolaus I. niederwerfen konnte. Obwohl das Gebiet Westungarns, welches die Ödenburger Eisenbahn durchquerte, von den kriegerischen Ereignissen weitgehend verschont blieb und sich Bevölkerung wie vor Ort stationiertes Militär reichs- wie kaisertreu verhielten, kam es zu Spannungen zwischen den Reichshälften Österreich und Ungarn. Nicht zuletzt war dies ein Grund dafür, dass die dringend notwendige Verbindung Wiens mit dem Adriahafen Triest mittels Eisenbahn nicht über das günstigere westungarische Gebiet gebaut wurde, sondern über den Semmering. 1857 war der durchgehende Verkehr von Wien über Gloggnitz, Semmering, Graz, Laibach und Karst nach Triest fertiggestellt. Die Abzweigung von Wiener Neustadt über Ödenburg wurde aber erst 1865 verlängert. Daher konnte sie die ihr ursprünglich zugedachte Bedeutung nie erreichen.

### Gegenwart

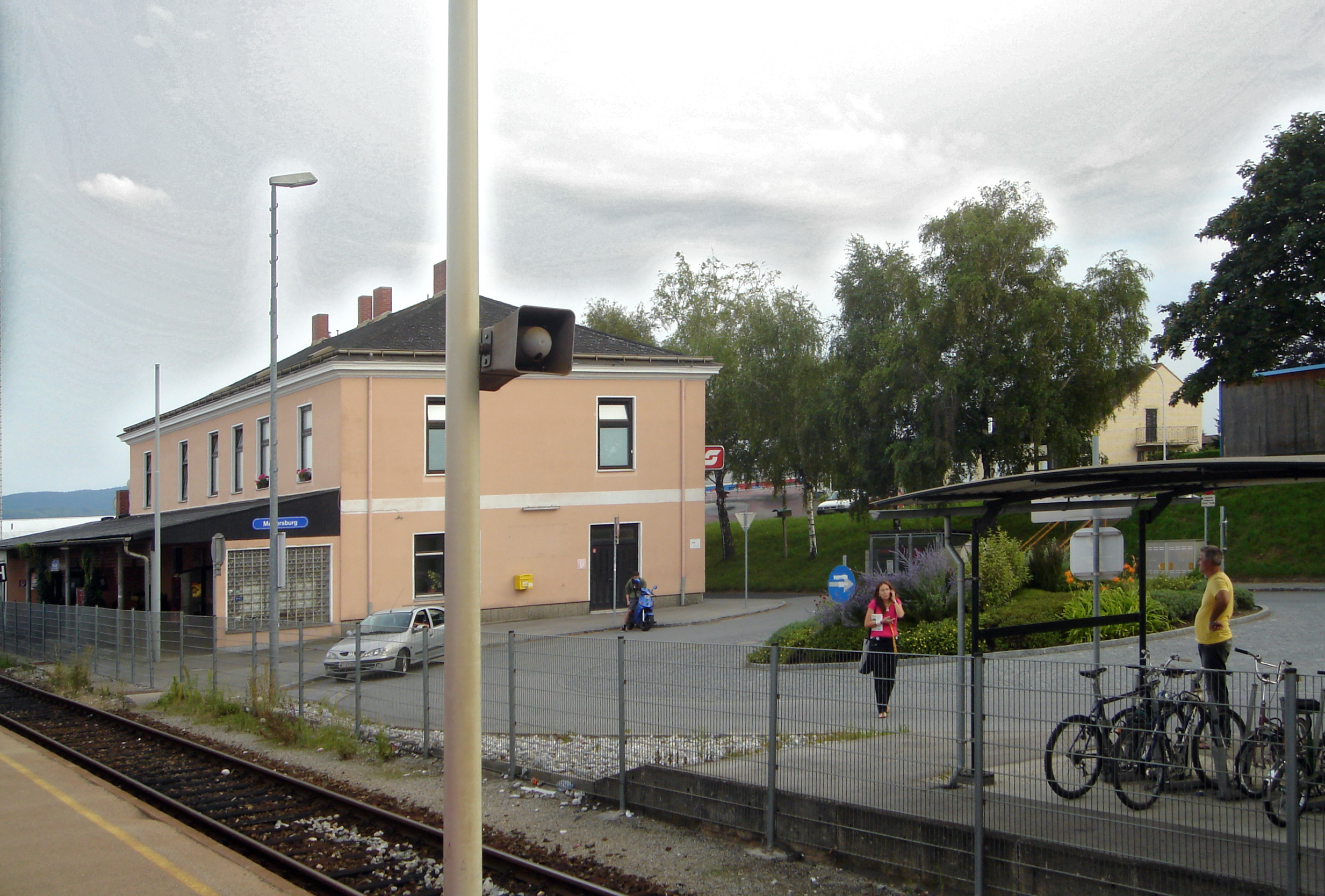
Bahnhof Mattersburg im August 2010

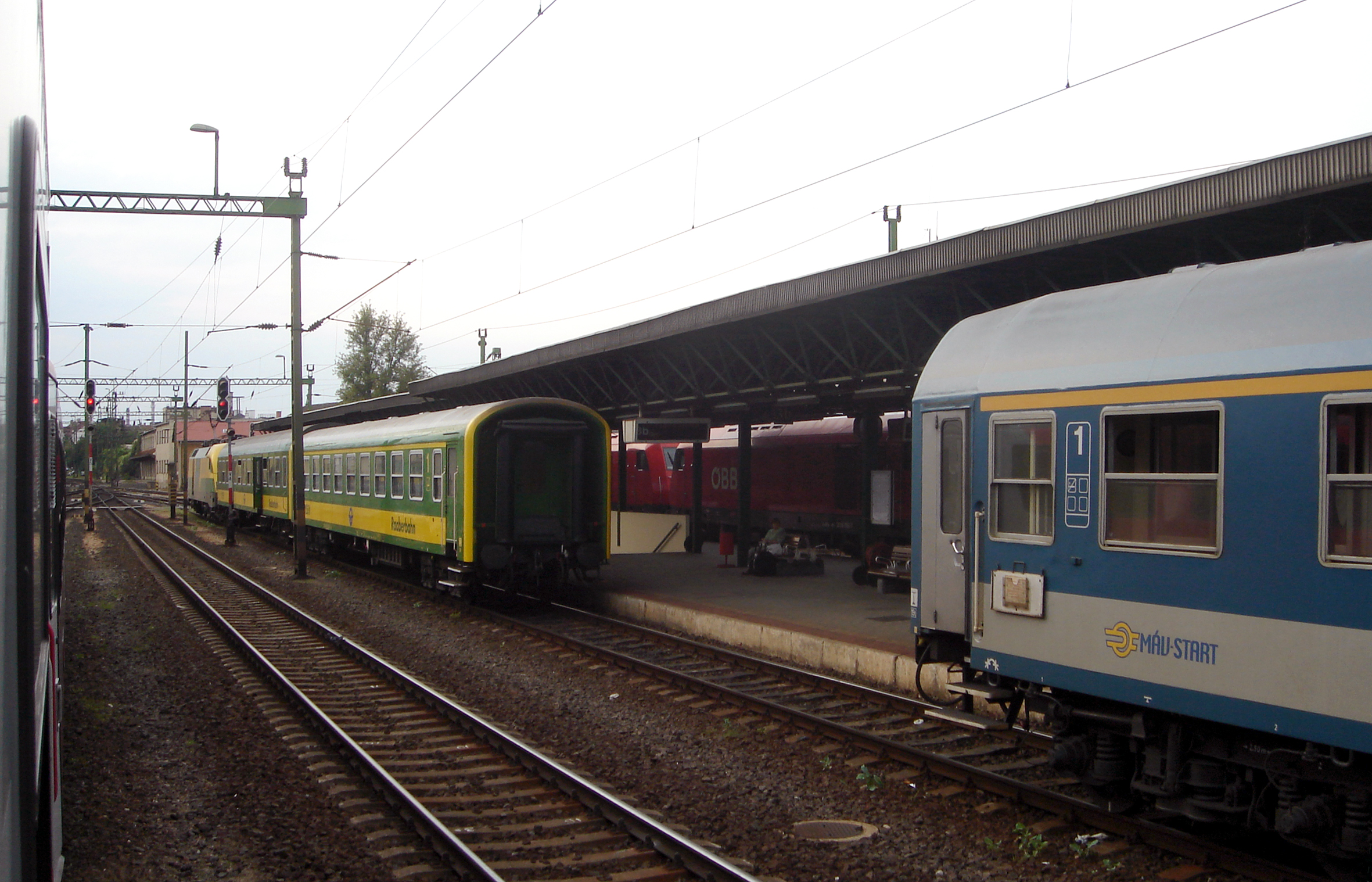
Bahnhof Sopron, aufgenommen aus einem von Wiener Neustadt kommenden und nach Deutschkreutz weiterfahrenden Zug (August 2010)

Die Strecke ist heute eine Bahnstrecke der ÖBB, die überwiegend in Österreich verläuft. Sie führt von Wiener Neustadt über Mattersburg bis zur österreichisch-ungarischen Staatsgrenze und weiter nach Sopron. Nach Auflösung der k.k. priv. Südbahn-Gesellschaft wurde der österreichische Teil den ÖBB übertragen. Der ungarische Streckenabschnitt wurde von der MÁV im Auftrag der ÖBB betrieben. Seit 1. Februar 2002 liegt die Betriebsführung des ungarischen Abschnittes bei der Raab-Oedenburg-Ebenfurter Eisenbahn. Die ÖBB sind aber noch immer Eigentümer jener Gründe, auf denen die Strecke in Ungarn verläuft und müssen für den Erhalt der Strecke aufkommen. Selbst im Bahnhof Sopron sind die ÖBB auch heute noch Eigentümer eines Gleises. Die Mitbenützung weiterer Gleisanlagen der MÁV und der RÖEE wurde früher mit eigenen Peage-Verträgen geregelt.
Die Strecke ist eingleisig in Normalspur ausgeführt. Bei der Trassierung wurde jedoch die Zulegung eines zweiten Gleises berücksichtigt. So wurde beispielsweise das mächtige „Wiesener-Viadukt“ in der Breite für ein zweites Gleis ausgeführt.
Die Zugkreuzungen im Stundentakt finden zur üblichen Symmetrieminute kurz vor der vollen Stunde in Mattersburg statt. Zu gewissen Tageszeiten wird auf einen angenäherten Halbstundentakt verdichtet.
Obwohl es bereits seit Jahren intensive Überlegungen gibt, die Strecke zu elektrifizieren, wird noch immer im Dieselbetrieb gefahren. Maßgeblich für die Verzögerungen waren die verschiedenen Stromsysteme der ÖBB (15 kV 16,7 Hz ~) und der RÖEE (25 kV 50 Hz ~) und die Uneinigkeit darüber, wo der Systemwechsel erfolgen sollte. Obwohl bereits konkrete Planungen durchgeführt wurden, wobei der Systemwechsel unmittelbar nach der Staatsgrenze erfolgen sollte, die eine Elektrifizierung der Strecke bis zum Jahr 2009 – ursprünglich war laut Generalverkehrsplan eine Realisierung bis 2006 beabsichtigt – vorsahen, wurde die Umsetzung des Projekts auf vorerst unbestimmte Zeit verschoben. Damit wurde auch die Wiedererrichtung des ehemaligen Bahnhofs Wiesen-Sigleß (heute Haltestelle) zu einem Kreuzungsbahnhof hinfällig. Auch der beabsichtigte Schnellbahnverkehr bis Mattersburg kann damit nicht realisiert werden.

### Ausbaupläne 2022
Im Februar 2022 wurde ein 260-Millionen-Euro-Ausbauprogramm für den Bahnverkehr im Burgenland beschlossen. Im Zuge dieses Ausbaues soll die Strecke zwischen Wiener Neustadt und Sopron elektrifiziert werden. Die Bahnhöfe und Haltestellen Neudörfl, Bad Sauerbrunn, Mattersburg-Nord und Marz-Rohrbach werden umgestaltet.

### Elektrifizierung
In den nächsten Jahren soll die gesamte Strecke elektrifiziert und ein Schnellbahnbetrieb bis Mattersburg eingerichtet werden. Die Österreichischen Bundesbahnen kündigten im Juni 2025 einen Beginn der Vorarbeiten Ende des Monats an.

## Aktueller Fahrzeugeinsatz
Zum Einsatz kommen vor allem Diesellokomotiven der Reihe 2016, welche die langjährig eingesetzten 2143 und 2043 weitgehend ablösten. Seit dem Fahrplanwechsel im Dezember 2022 verkehren auf der Strecke ausschließlich ÖBB-Fahrzeuge. Das Bild der Dieseltriebwagen wird noch immer von der Reihe 5047 beherrscht. Triebwagen der neuen Generation 5022 kommen seit dem Frühjahr 2023 verstärkt zum Einsatz.
Zugbegleiter gibt es nur mehr in jenen Zügen, die als Wendezüge geführt werden. Im Frühverkehr verkehren REX-Züge von Deutschkreutz über Mattersburg und die Südbahnstrecke direkt bis Wien Hauptbahnhof. Am späten Nachmittag verkehren diese REX-Züge in umgekehrter Relation von Wien-Meidling über Mattersburg direkt bis Deutschkreutz.

## Streckenverlauf
Die Bahnstrecke verlässt den Hauptbahnhof Wiener Neustadt in südöstlicher Richtung auf dem Steinfeld gebündelt mit der Aspangbahn, löst sich aber bei der Frohsdorfer Siedlung von letzterer geradlinig ostwärts und überquert die Leitha nördlich von Katzelsdorf. Bei Neudörfl wird ein nördlicher Ausläufer des Rosaliengebirges in einem langen Einschnitt durchlaufen, ehe über Bad Sauerbrunn im weiterhin hügeligem Terrain Mattersburg erreicht und das Wulkatal mit dem Mattersburger Viadukt überquert wird. Die überspannten Weiten zwischen den Stützen betragen 4 × 9,9 m + 4 × 11,6 m + 12 × 11 m, also insgesamt 218 m. Beim benachbarten Krebsenbachtalviadukt, mit dem die Landesstraße überbrückt wird, sind dies 4 × 7,58 m + 3 × 9,48 m, also 58,76 m. Nunmehr wird das Tal des Klettenbachs verfolgt, der kleine Geländerücken zum Tauscherbach passiert und kurz hinter dem Bahnhof Loipersbach-Schattendorf die Staatsgrenze nach Ungarn. Bei Ágfalva schmiegt sich die Strecke noch kurz etwas an den Nordabfall des Ödenburger Gebirges an und erreicht schließlich die Stadt Sopron im Komitat Győr-Moson-Sopron.

## Galerie

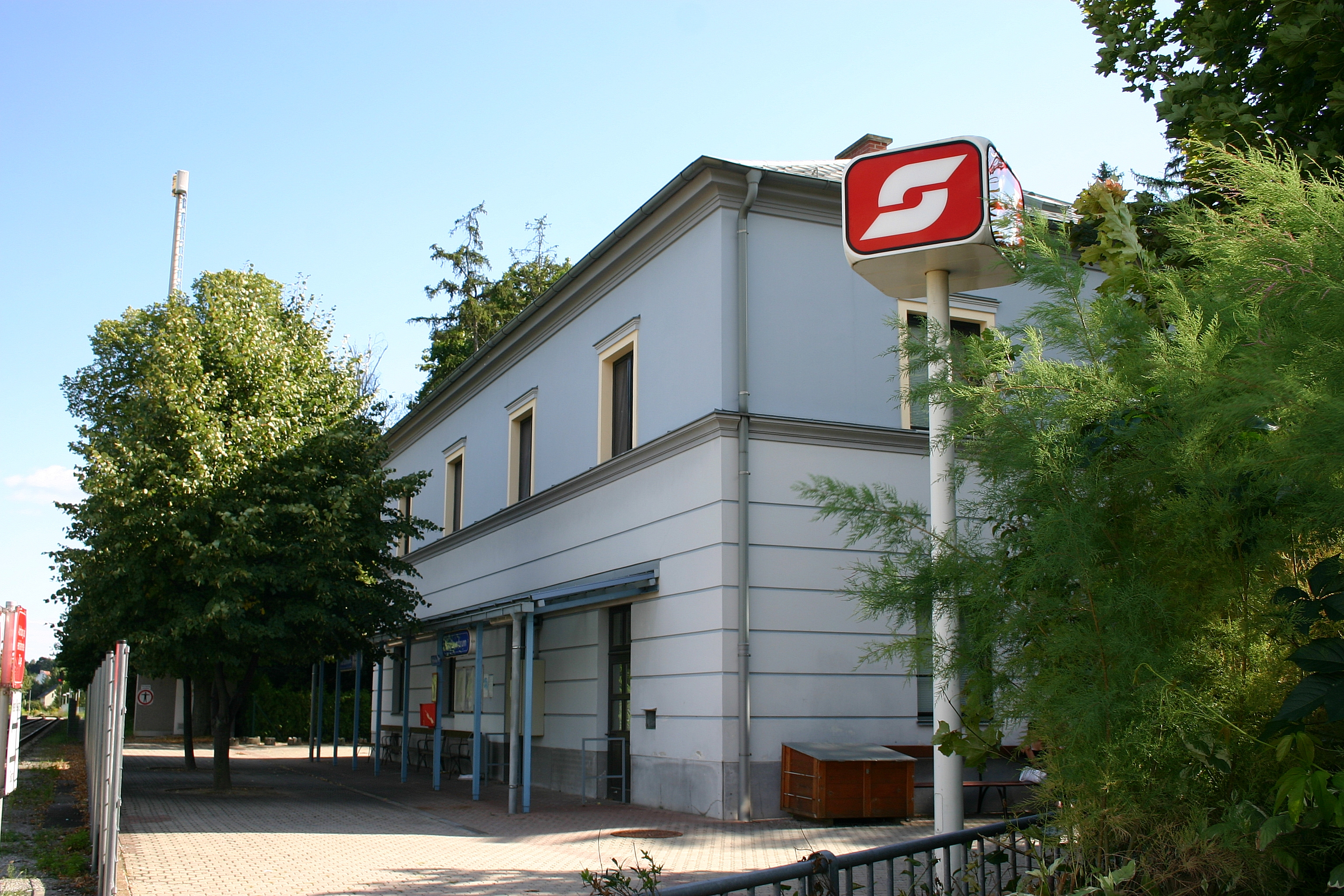
Empfangsgebäude Bad Sauerbrunn (2008)
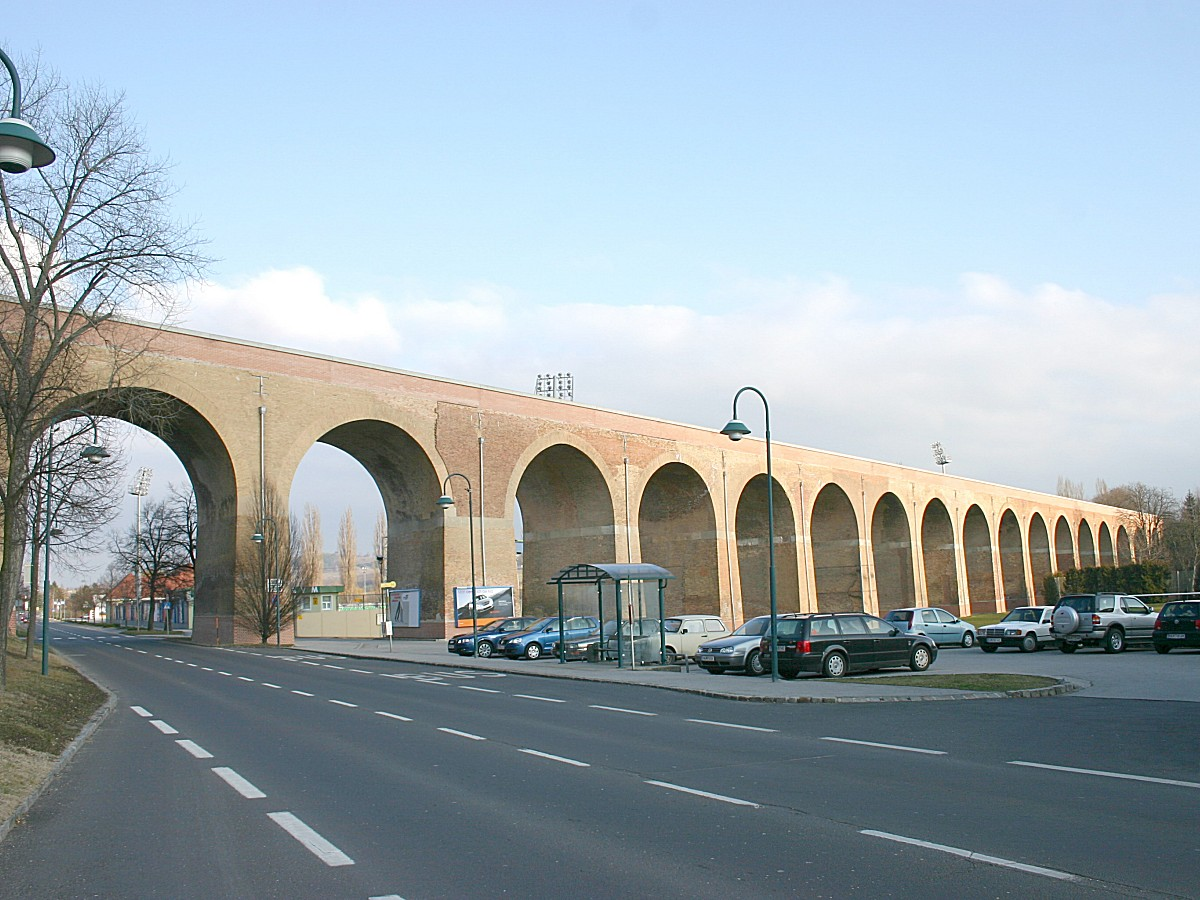
Das größte Bauwerk der Strecke ist das Mattersburger Viadukt
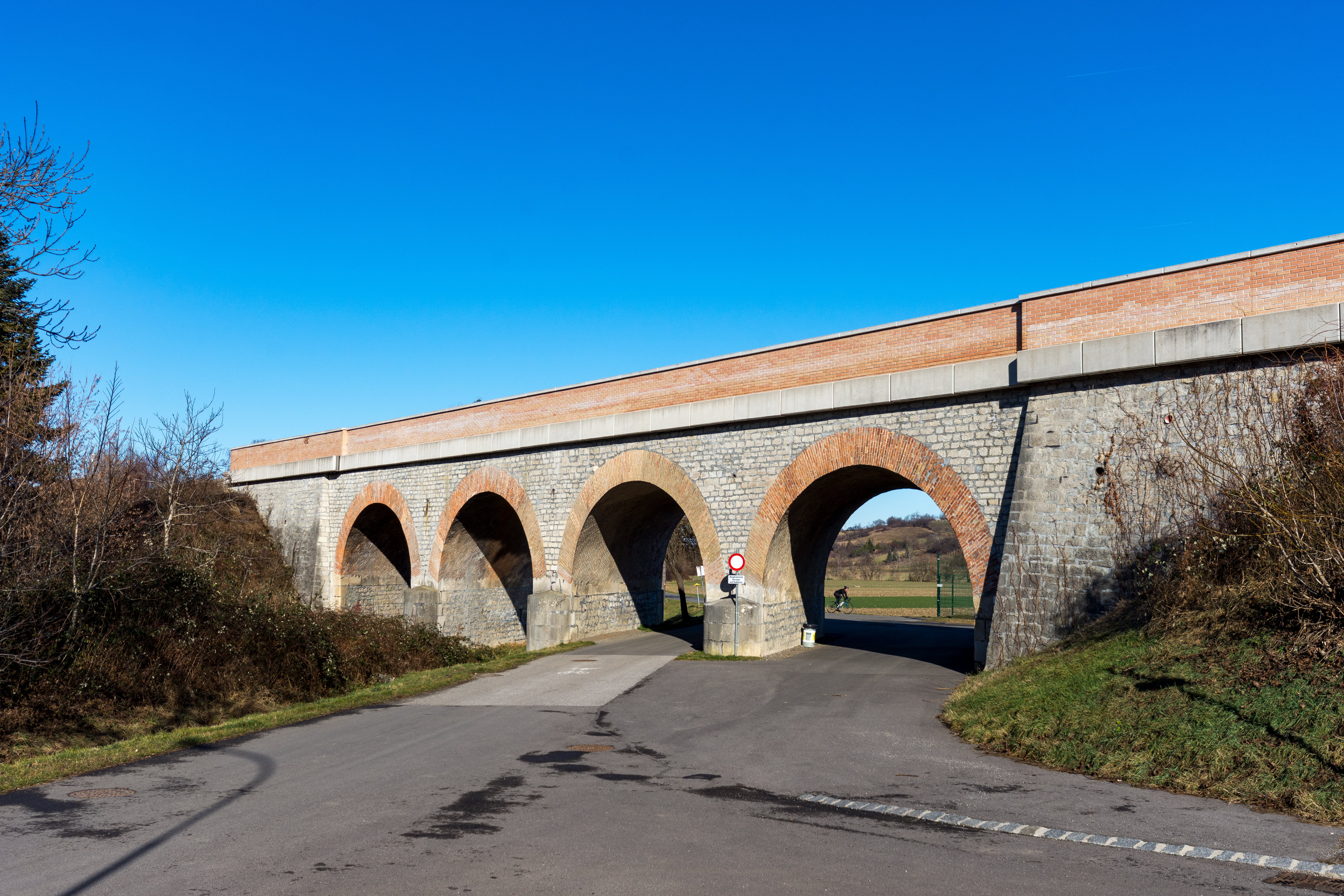
Viadukt in Marz
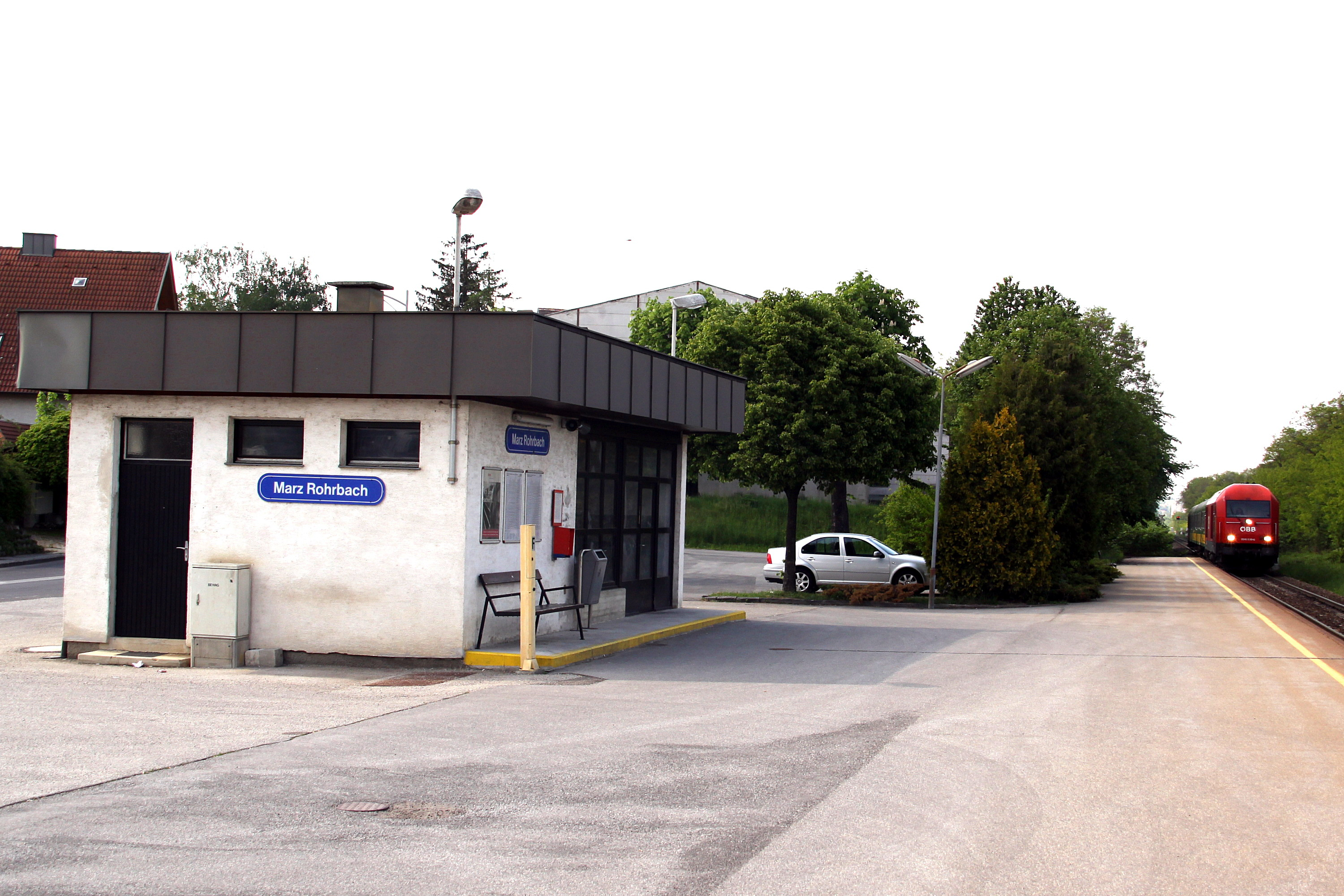
Haltestelle (vormals Bahnhof) Marz-Rohrbach (2011)
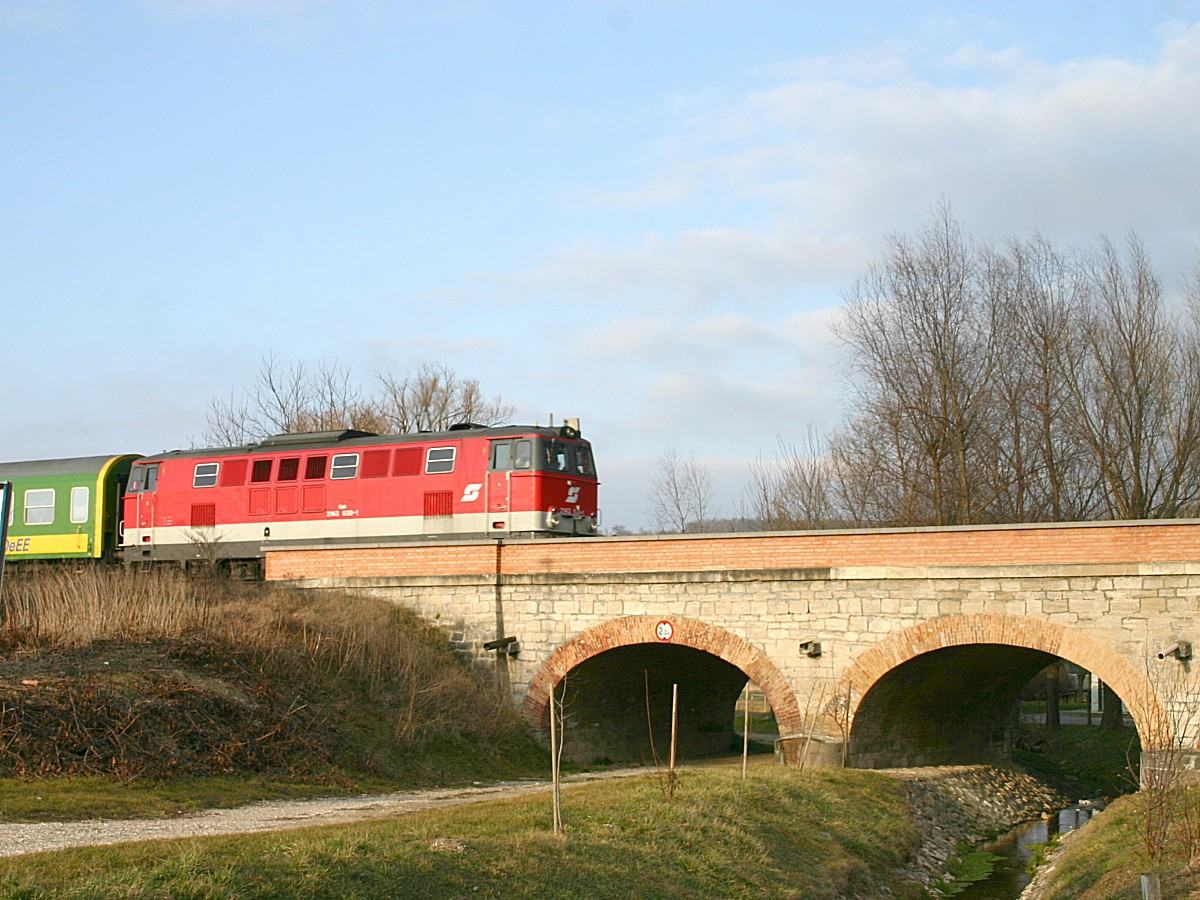
ÖBB 2143.030 auf dem Viadukt in Rohrbach bei Mattersburg
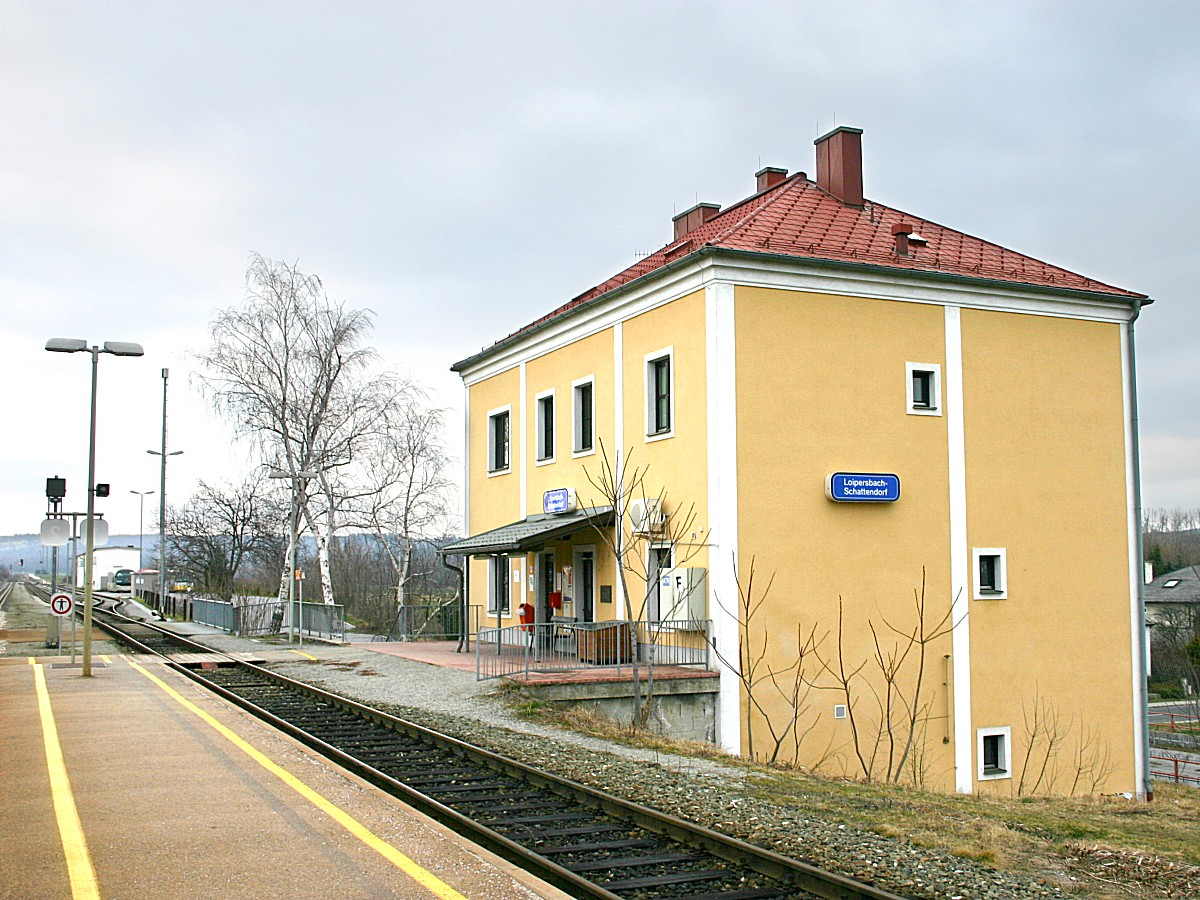
Bahnhof Loipersbach-Schattendorf (2007)
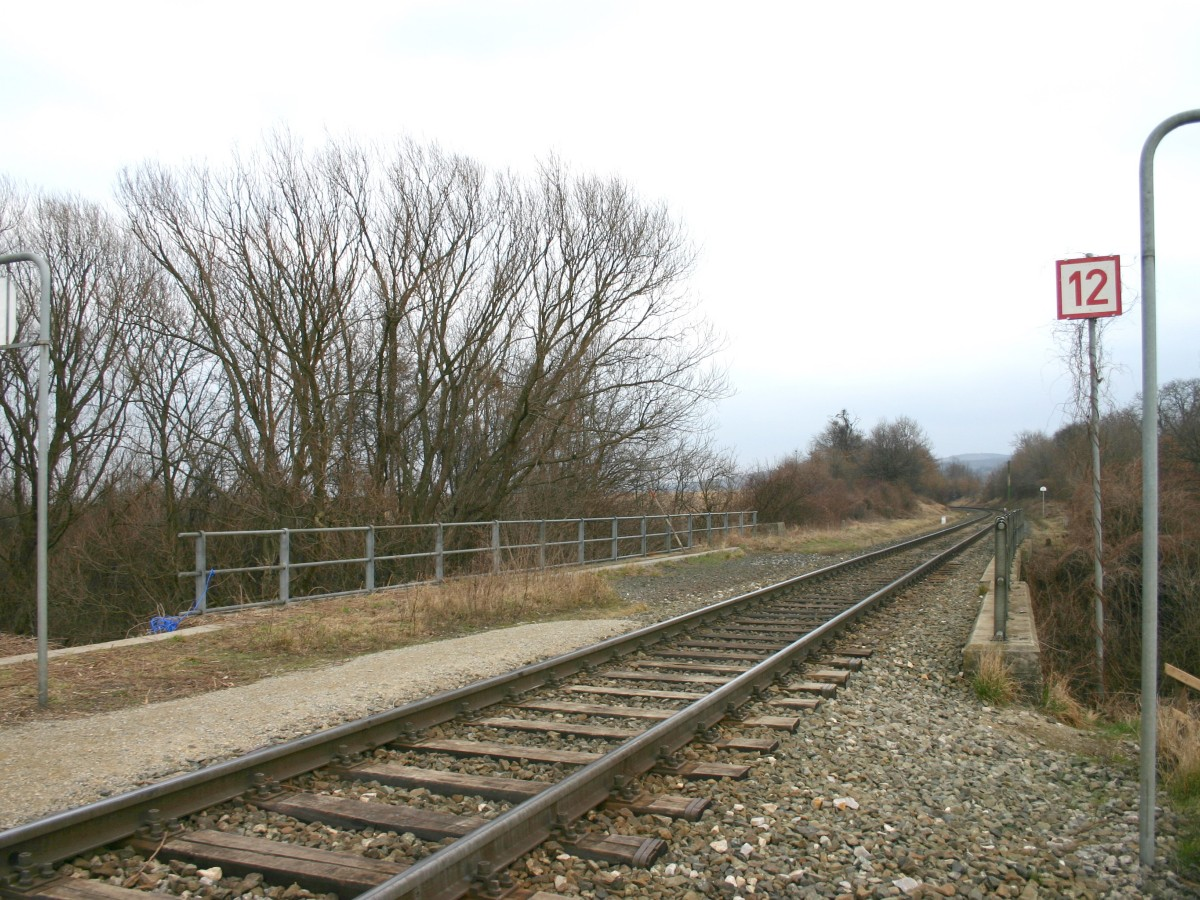
Grenzbrücke zwischen Österreich und Ungarn beim Bahnhof Loipersbach-Schattendorf im Strecken-km 25,434 (Blickrichtung nach Ungarn)
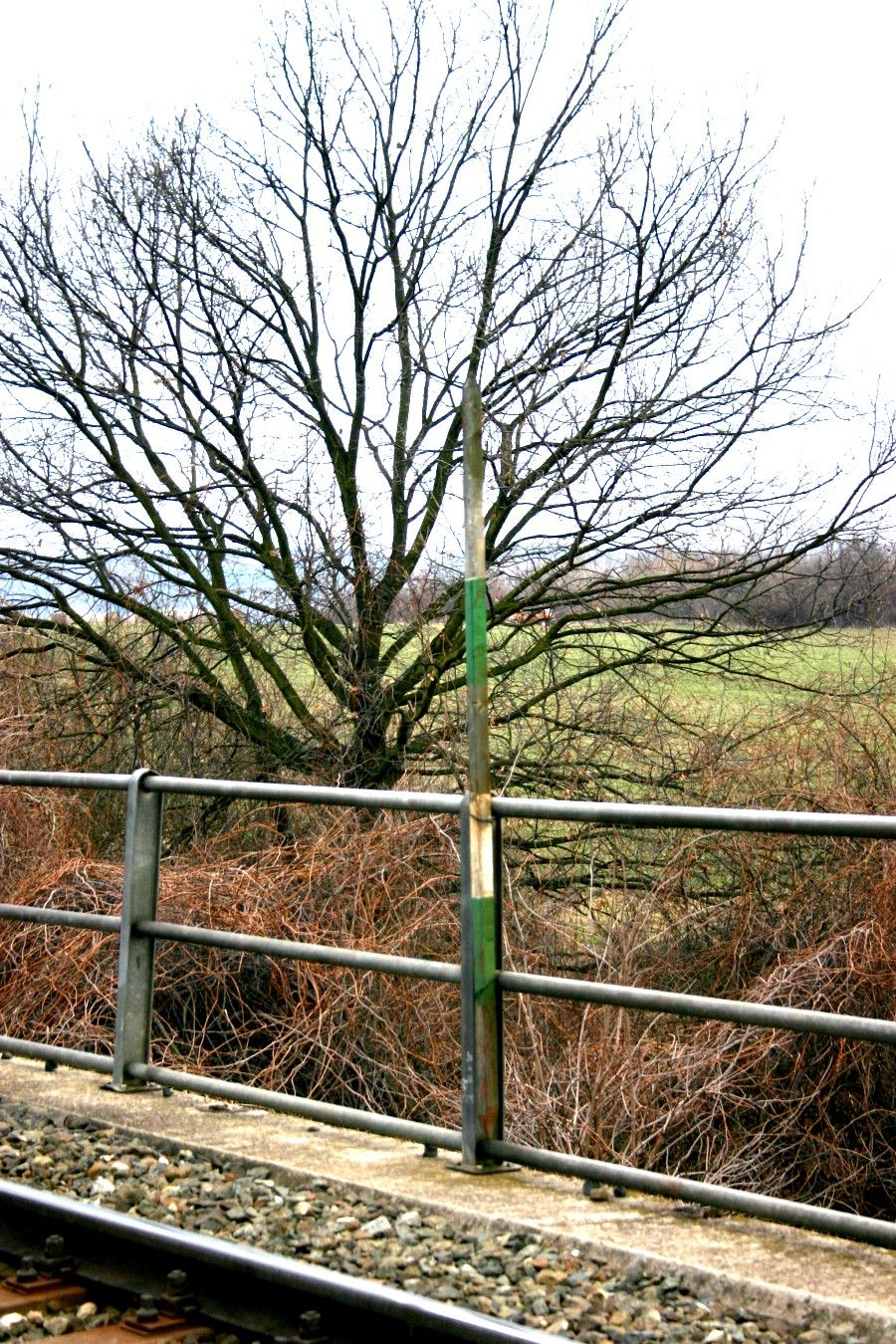
Grenzpflock auf der Grenzbrücke der bei Loipersbach-Schattendorf
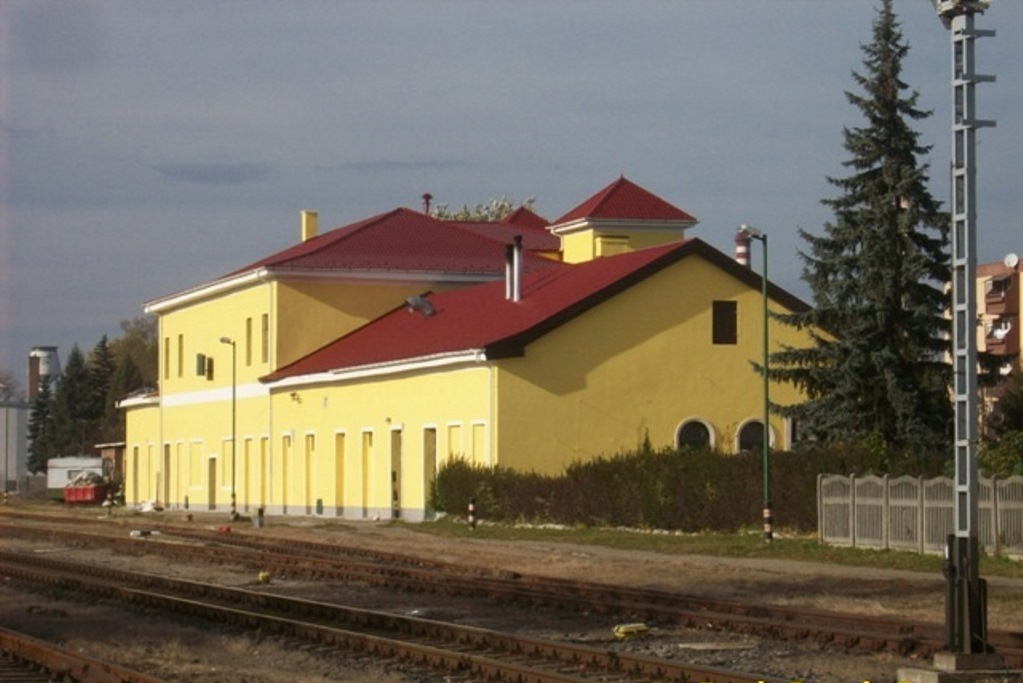
Empfangsgebäude des Bahnhofes Sopron-Déli der Südbahn (2010)
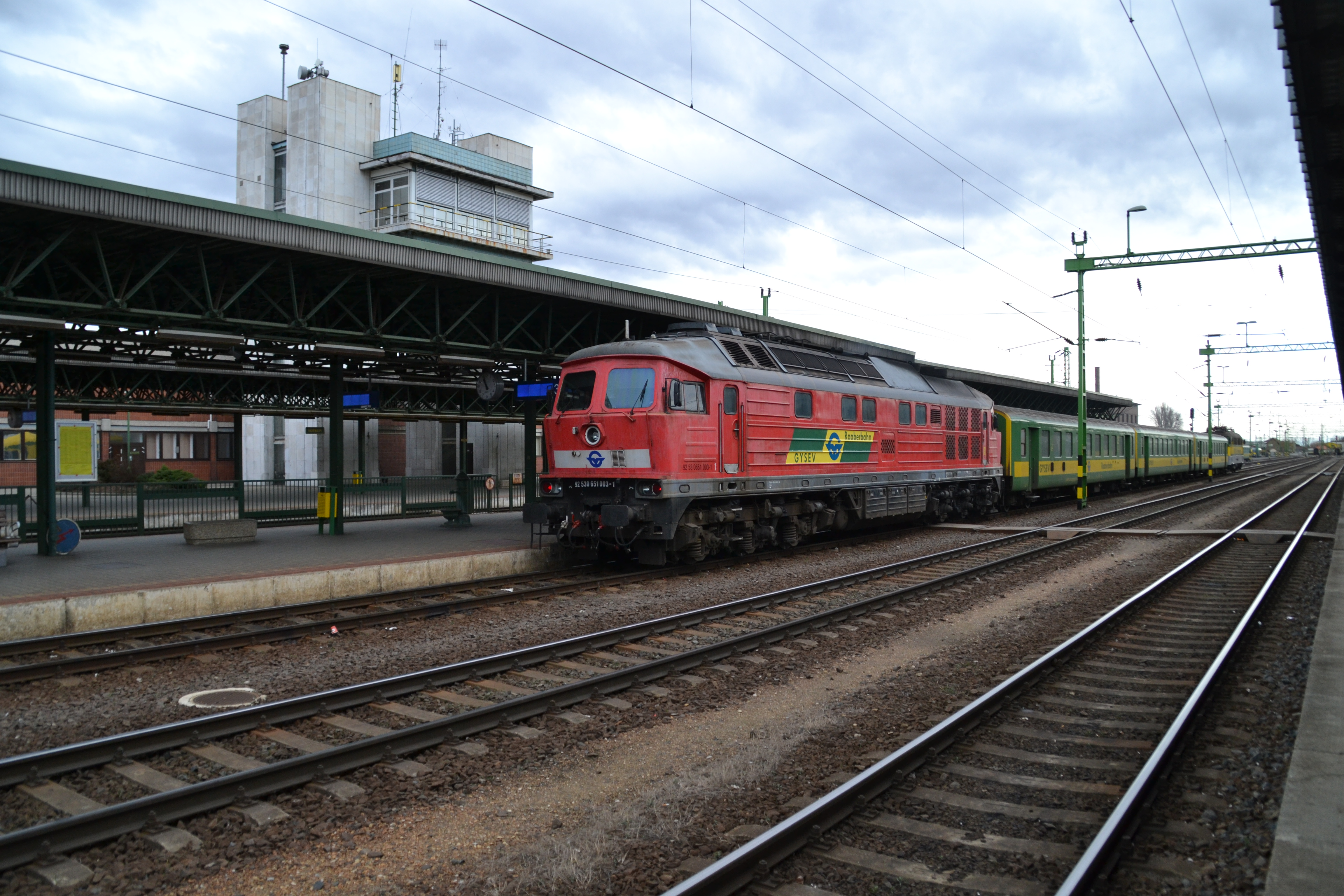
Bahnhof Sopron (2015)